# Horst Rick
Horst Rick (* 19. Dezember 1936; † 14. Juli 2012) war ein deutscher Fußballspieler. Der Abwehrspieler absolvierte von 1958 bis 1963 bei den drei Vereinen Fortuna Düsseldorf, Eintracht Braunschweig und SSV Reutlingen in den damals erstklassigen Fußball-Oberligen West, Nord und Süd insgesamt 67 Pflichtspiele.

## Laufbahn

### In drei Oberligen, 1958 bis 1963
Horst Rick debütierte am 28. September 1958 bei Fortuna Düsseldorf in der Oberliga West. Die Fortuna holte mit einem 3:3 bei Borussia Dortmund einen Punkt. Nationalspieler Erich Juskowiak, er bildete in der Regel zusammen mit Herbert Bayer das Verteidigerpaar, war im Stadion Rote Erde als Mittelläufer aufgelaufen und Rick hatte seine Verteidigerrolle übernommen. Die Elf vom Flinger Broich spielte 1958/59 eine sehr gute Runde. Lange Zeit war das Team von Trainer Hermann Lindemann erster Aspirant auf die Vizemeisterschaft und damit dem Einzug in die Endrunde um die deutsche Fußballmeisterschaft. Das entscheidende Spiel um Platz zwei fand am 28. Spieltag, den 5. April 1959, im Rheinstadion vor 56.000 Zuschauern statt. Köln war mit zwei Punkten Rückstand angereist; die „Geißböcke“ gewannen aber durch ein Tor von Georg Stollenwerk in der 85. Minute das Spiel mit 4:3 und zogen anstelle von Düsseldorf in die Endrunde ein. Düsseldorf schloss die Runde punktgleich mit dem 1. FC Köln (beide 39:21 Punkte) auf dem dritten Rang ab. Der Vizemeister aus Köln hielt die Elf von der Kö mit dem minimalen Torvorsprung von 0,13 in Schach. Die Fortunen stellten in dieser Runde mit 89 Treffern den torfreudigsten Angriff in der Westoberliga. Josef Wolffram (25), Josef Derwall (19) und Heinz Janssen (15) waren ein torgefährliches Innentrio, welches von den Flügeln mit Bernhard Steffen und Dieter Wöske ausgezeichnet in Szene gesetzt wurde. Durch die einzelspielerische Klasse der Defensivspieler Bayer, Juskowiak, Karl Hoffmann, Günter Jäger und Matthias Mauritz verwundern die erhaltenen 56 Gegentore dagegen schon. Insgesamt kam Rick 1958/59 zu acht Oberligaeinsätzen. In seiner zweiten OL-Runde, 1959/60, stieg Düsseldorf völlig überraschend in die 2. Liga West ab. Trainer Lindemann wurde ab dem 20. Januar 1960 von Theo Breuer abgelöst, aber die Rettung gelang auch mit dem Alt-Nationalspieler nicht. In dieser erfolglosen Runde kamen für Rick lediglich noch vier weitere Oberligaeinsätze hinzu. Der Verteidiger nahm ein Angebot von Eintracht Braunschweig an und wechselte zur Saison 1960/61 in die Oberliga Nord; im Stadion an der Hamburger Straße hatte sein vorheriger Düsseldorfer Trainer Lindemann, Kurt Baluses abgelöst. Bei den Blau-Gelben debütierte der Neuzugang aus Düsseldorf am achten Rundenspieltag, den 2. Oktober 1960, bei einem 6:0-Heimerfolg gegen Bremerhaven 93 in der Oberliga Nord. Er bildete vor Torhüter Hans Jäcker mit Wolfgang Wolfram das Verteidigerpaar und Mittelstürmer Werner Thamm erzielte drei Treffer. Mehrmals war Rick in der Verteidigung der Partner von Heinz Patzig; beispielsweise bei den Spielen gegen Werder Bremen (2:0), Hamburger SV (0:3) und auch am Rundenschlusstag, den 30. April 1961 bei einem 1:1-Heimremis gegen Bergedorf 85. Nach nur einer Runde mit 23 Ligaeinsätzen zog er aber nach Süddeutschland, er unterschrieb zur Runde 1961/62 beim SSV Reutlingen in der Oberliga Süd, einen neuen Vertrag.
Das Team von Trainer Hans Merkle, der Rot-Schwarzen vom Fuße der Alb, des SSV Reutlingen, wurde von Landrat Hans Kern als „Macher“ angeführt. Rick debütierte beim SSV am 6. August 1961 bei einer 0:1-Heimniederlage gegen den amtierenden deutschen Meister 1. FC Nürnberg. Das Schlussdreieck der Heimelf bildeten Torhüter Karl Bögelein und das Verteidigerpaar Rick und Heinz Kostorz. Die „Club-Achse“ Ferdinand Wenauer, Max Morlock und Heinz Strehl führten die Franken vor 18.000 Zuschauern zum knappen Auswärtserfolg im Stadion an der Kreuzeiche. In der Rückrunde kam Eintracht Frankfurt am 14. Januar 1962 als Tabellenführer mit 30-6 Punkten nach Reutlingen. Wiederum vor 18.000 Zuschauern und ebenfalls mit dem identischen Schlusstrio wie gegen Nürnberg, gelang dem SSV ein 4:2-Erfolg. Rick hatte sich dabei in den meisten Zweikämpfen mit dem torgefährlichen Eintracht Linksaußen Lothar Schämer auseinanderzusetzen. Am Rundenende belegte Reutlingen den achten Rang und der Neuzugang aus Braunschweig hatte 25 Ligaspiele absolviert. Unter Merkle-Nachfolger Georg Wurzer kamen im letzten Jahr der alten erstklassigen Oberliga Süd, 1962/63, lediglich noch sieben weitere Oberligaeinsätze für Rick hinzu. Sein letztes Oberligaspiel bestritt der Abwehrspieler am 21. April 1963 bei einer 0:3-Heimniederlage gegen Eintracht Frankfurt. Auch der gute Neuzugang Günther Kasperski vom 1. FC Kaiserslautern konnte mit Mannschaftskameraden wie Ulrich Biesinger, Karl Bögelein, Heinz Kostorz und Horst Rick den Absturz auf den 14. Rang nicht verhindern.

### In Nordamerika
Rick verlegte nach seiner Zeit in Reutlingen seinen Lebensmittelpunkt in die Vereinigten Staaten und wanderte nach Nordamerika aus. Dort spielte er, an der Seite von Rolf Winter, bei den Hota Bavarians.
Rick war kein „american-in-german-soccer“, sondern er wanderte in die USA aus und hat sich möglicherweise dort einbürgern lassen. Sein eines Länderspiel war dasselbe, in dem András Máté, später beim HSV, eingesetzt wurde. Es ging allerdings gegen England 0:10 verloren (1964).